# Толочков, Алексей Александрович
Алексей Александрович Толочко́в (1893—1974) — советский конструктор бронетехники, действительный член Академии артиллерийских наук (11.04.1947), доктор технических наук, профессор, заслуженный деятель науки и техники РСФСР, лауреат Сталинской премии (1942), генерал-майор инженерно-артиллерийской службы (21.7.1942).

## Биография
Родился 18 (30 марта) 1893 года в Саратове. В 1911—1915 гг. — студент физико-математического факультета Московского университета. В годы Первой мировой войны служил в армии: после окончания укоренного курса Михайловского артиллерийского училища, в 1917 г. — младшим офицером батареи на Западном фронте в звании подпоручик. После демобилизации работал счетоводом на Московском почтамте.
В Красной армии с марта 1919 г. — командир ввода командных курсов тяжелой артиллерии в Москве. С октября 1920 г. — командир взвода 2-й Петроградской бригады курсантов тяжелой артиллерии, участвовал в боевых действиях на Южном фронте против Врангеля и белогвардейских банд. С февраля 1921 г. — командир батареи 2-й Петроградской бригады курсантов тяжелой артиллерии. С марта 1921 г. — помощник командира батареи Одесских курсов тяжелой артиллерии. С декабря 1921 г. — инспектор по радио штаба воздушного флота Московского военного округа. С января 1922 г. — командир взвода 2-й Московской артиллерийской школы. С августа 1922 г. — командир взвода, в ноябре-декабре 1922 г. — помощник начальника школы младшего командного состава артиллерии 14-й Московской стрелковой дивизии.
С октября 1923 г. — слушатель Артиллерийской (в 1925 г. переименована в Военно-техническую) академии РККА. С января 1927 г. — адъюнкт, а с мая 1931 г. — преподаватель Военно-технической академии РККА им. Ф. Э. Дзержинского. С июня 1932 г. -руководитель технического цикла, а с марта 1933 г. — старший преподаватель Артиллерийской академии РККА им. Ф. Э. Дзержинского. С ноября 1936 г. в счет «1000» откомандирован в промышленность с оставлением в кадрах РККА в конструкторское бюро Ленинградского завода им. И. В. Сталина: начальником секции, а с сентября 1939 г. — заместителем начальника конструкторского бюро. С июня 1941 г. — заместитель начальника Технического управления Наркомата (с марта 1946 г. — Министерства) вооружения по опытным конструкциям. С июля 1947 г. — заместитель начальника НИИ-3 Академии артиллерийских наук по научной части. С июля 1949 г. — начальник отдела материальной части артиллерии и минометов НИИ № 3 Академии артиллерийских наук. С января 1951 г. — заместитель начальника НИИ-3 Академии артиллерийских наук по вооружению. С января 1954 г. — научный консультант НИИ-3 Главного артиллерийского управления. В октябре 1956 г. уволен в отставку по болезни. С 1956 г. работал профессором в Московском высшем техническом училище им. Н. Э. Баумана.
Признанный специалист в создании лафетов артиллерийских орудий, разработал систематический метод расчета и проектирования противооткатных устройств, нашедших широкое применение в практике проектирования артиллерийского оружия.
Умер 15 августа 1974 года. Похоронен на Ваганьковском кладбище (8 уч.).

## Награды
- орден Ленина (21 февраля 1945)
- два ордена Красного Знамени (3 ноябоя 1944, 20 июня 1949)
- орден Кутузова II степени (16 сентября 1945)
- орден Трудового Красного Знамени (5 января 1944)
- два ордена Красной Звезды (8 июня 1939, 28 октября 1967)
- орден «Знак Почёта» (16 апреля 1942)
- медали
- Сталинская премия I степени (10 апреля 1942) — за разработку новых типов морского артиллерийского вооружения
- заслуженный деятель науки и техники РСФСР[4]

## Труды
- Графический расчет артиллерийских орудий. Л.: ВТА, 1927. 62 с.;
- Действие выстрела на лафет. Л.: Арт. академия, 1932.354 с.;
- Особенности расчета противотанковых приспособлений, устроенных по типу французской 75-мм пушки образца 1897 г. Л.: Арт. академия, 1933. 40 с.;
- Способ теоретического исследования действия противооткатных устройств артиллерийских систем при различных условиях выстрела. Л.: Арт. академия, 1934. 50 с.;
- Проектирование лафетов. М.: МВТУ. 1960;
- Теория лафетов артиллерийских установок. М.: Оборонгиз, 1960. 345 с.;
- Влияние упругих деформаций лафетов на устойчивость орудия при выстреле // Известия ААН. 1948. Вып. 1.